# Francis Ridgley Cotton
Francis Ridgley Cotton (* 19. September 1895 in Bardstown, Kentucky; † 25. September 1960) war ein US-amerikanischer Geistlicher und römisch-katholischer Bischof von Owensboro.

## Leben
Francis Ridgley Cotton empfing am 17. Juni 1920 das Sakrament der Priesterweihe.
Am 16. Dezember 1937 ernannte ihn Papst Pius XI. zum ersten Bischof des neugegründeten Bistums Owensboro. Der Erzbischof von Louisville, John Alexander Floersh, spendete ihm am 24. Februar 1938 die Bischofsweihe; Mitkonsekratoren waren der Bischof von Trenton, Moses Elias Kiley, und der Bischof von Superior, Theodore Mary Reverman.